# ترانزستور باعث للضوء
ترانزستور باعث للضوء (بالإنجليزية: Light-emitting transistor)‏ (إختصارًا LET)، هو نوع من الترانزستورات التي تبعث موجات كهرومغناطيسية بشكل ضوء، من الممكن أن يكون ذو كفاءة أعلى من الثنائي الباعث للضوء.

## نظرة تاريخية
في عدد 2004 من مجلة رسائل الفيزياء التطبيقية [الإنجليزية] أعلن يوم 5 يناير في بحث منشور لكل من ميلتون فينغ ونيك هولنياك (مخترعا أول ثنائي باعث للضوء عمليًا وليزر أشباه موصلات ضمن الطيف المرئي)، عن تمكنهما من إختراع أول ترانزستور باعث للضوء.
الجهاز الهجين الذي تم تصنيعه من قبل طالب الدراسات العليا «وليد حافظ» تحت إشراف ميلتون فينغ يملك إدخال كهربائي منفرد مقابل إخراجين كهربائي وضوئي، يعمل بتردد 1 ميغا هرتز ومكون من فوسفيد إنديوم غاليوم (InGaP)، وزرنيخيد إنديوم غاليوم (InGaAs)، زرنيخيد الغاليوم (GaAs)، تمكن من إطلاق فوتونات أشعة تحت الحمراء من طبقة القاعدة.

## طالع أيضًا
- ترانزستور
- ترانزستور تأثير المجال
- ترانزستور ضوئي
- ترانزستور بصري